# 9М27К
9М27К — советский реактивный неуправляемый кассетный 220-миллиметровый снаряд к РСЗО «Ураган». Предназначен для подавления живой силы противника, а также небронированной или легко бронированной техники. Это первый снаряд для РСЗО, в котором была использована кассетная головная часть 9Н128К. В голове снаряда находится 30 боевых элементов 9Н235 весом 1,75 кг каждый. Внутри элемента находится ~96 осколков весом 4,5 г для поражения техники и 360—400 осколков весом 2 г для поражения людей. Сами осколки напоминают подшипники цилиндрической формы, а в каждом из боевых элементов содержится 0,3 кг тротила.
Кассета выбрасывает элементы на высоте, после чего падает «болванкой» на землю и не несёт никакой угрозы. В свою очередь боевые элементы, ударяясь об землю, взрываются. Если взрыва не произошло, они самоликвидируются через 110 секунд. Если по истечении 110 секунд самоликвидация не произошла, они продолжают нести опасность, поскольку их взрыватель срабатывает от лёгкого давления.

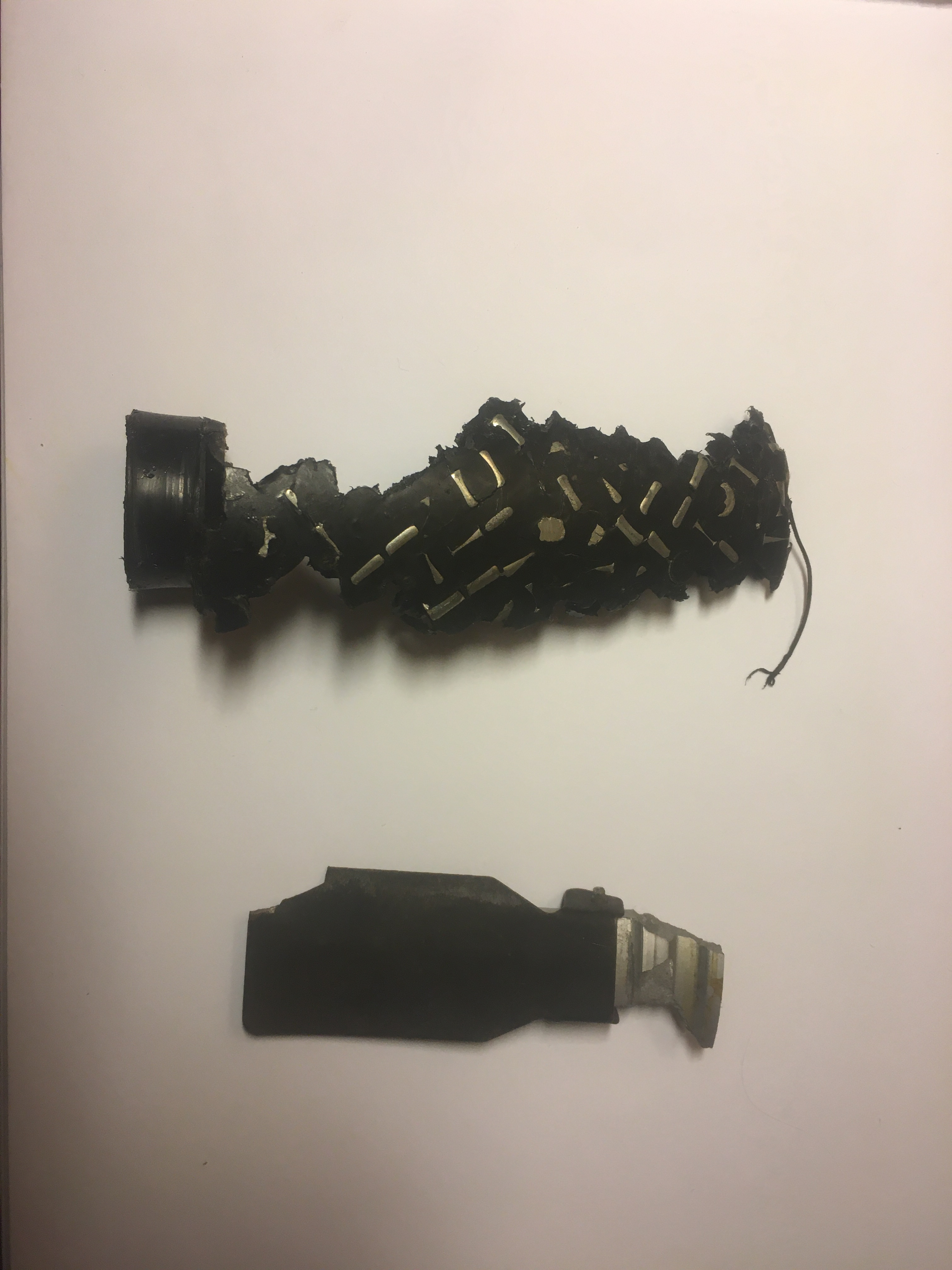
Сверху вниз: 1. Поражающие элементы (осколки) в резине после детонации. 2. Крыло для стабилизации падения суббоеприпаса

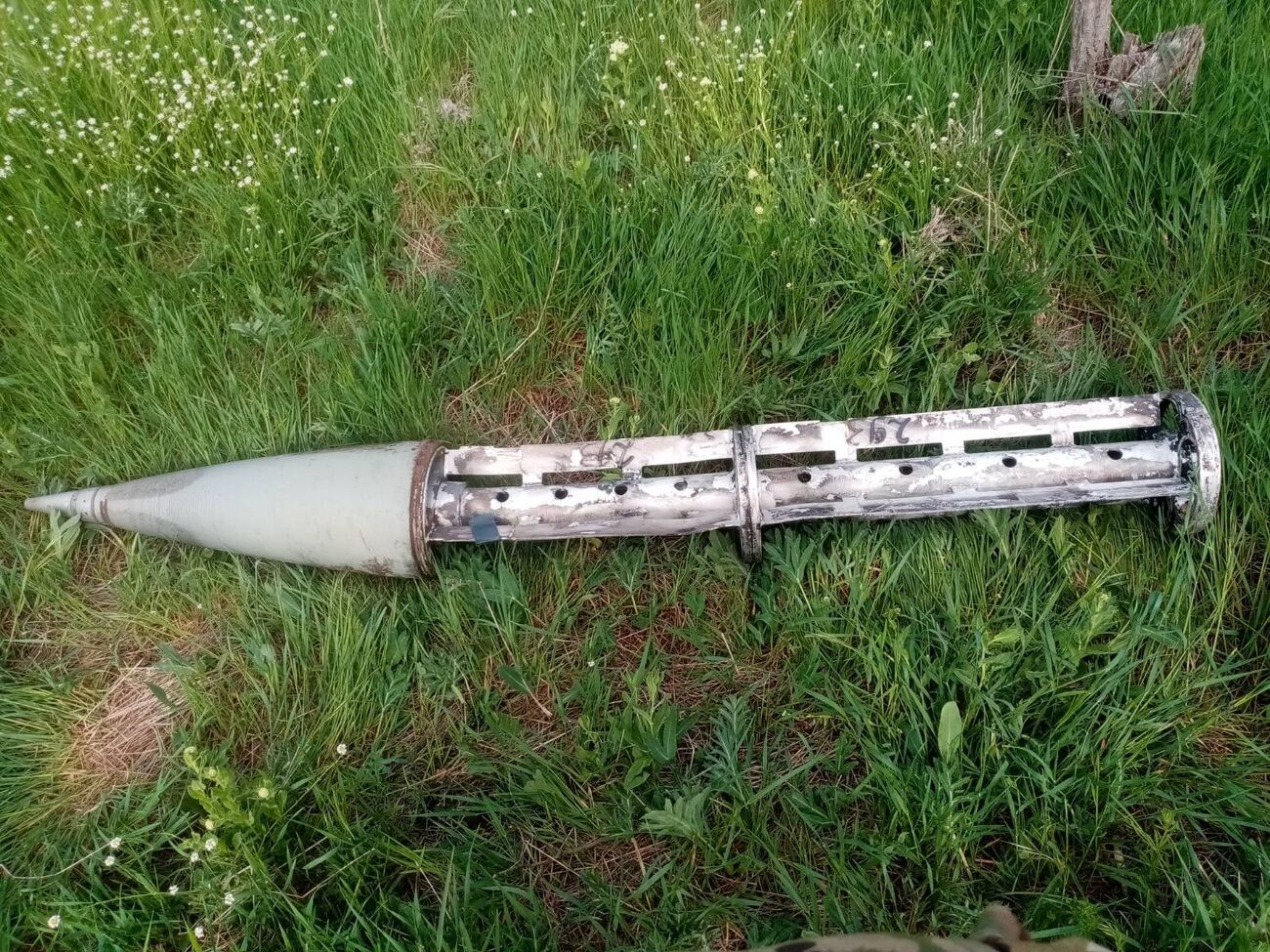
Головная часть 9Н128К после выброса боевых элементов

## 9М27К3
9М27К3 — реактивный неуправляемый снаряд с кассетной головной частью 9Н128К3. Головная часть содержит мины ПФМ-1 или ПФМ-1С «Лепесток».
В одной кассете КСФ-1 находится ~36 мин, в свою очередь в залпе из 16 снарядов из РСЗО «Ураган» мин может быть более 312 на площади поражения не менее 60 гектар.

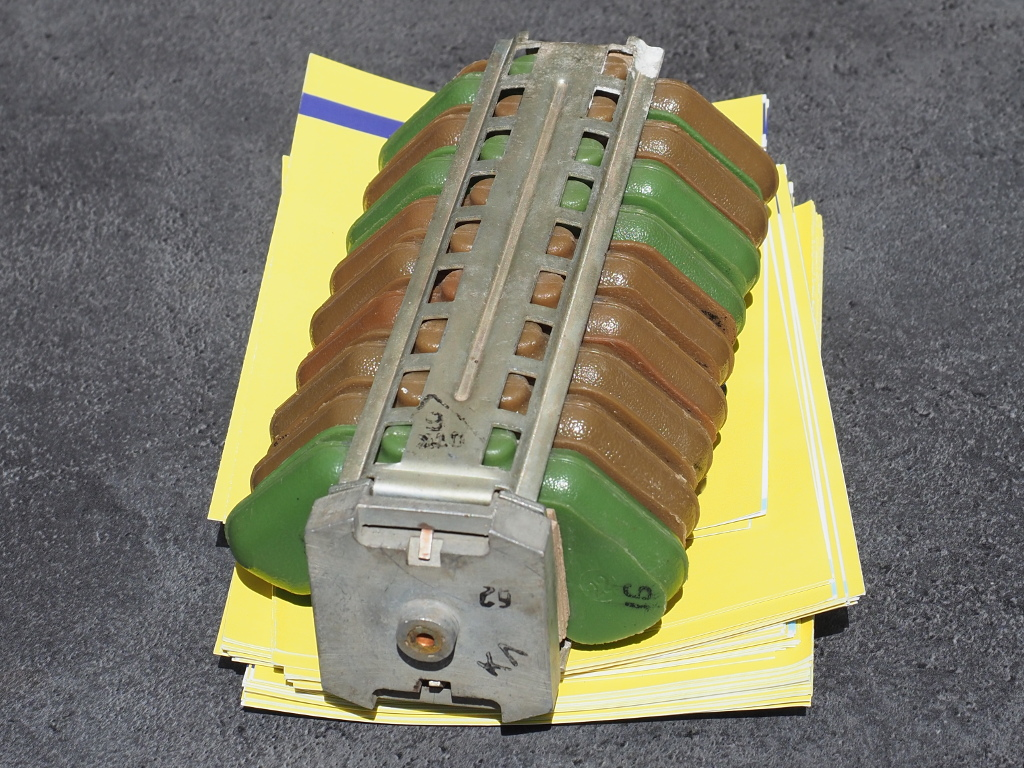
ПФМ-1 в одном из контейнеров кассеты КСФ-1

В нулевые годы у ракет 9М27К3, находившихся на хранении в России дольше гарантийного срока обнаружились течи жидкого ВВ в минах «Лепесток», и их частично утилизировали.

## Боевое применение
Кассетный боеприпас использовался обеими сторонами в ходе войны в Донбассе. Зафиксировано применение в Сирии, в ходе гражданской войны правительственными силами. Также применялся Россией в ходе нападения на Украину в 2022 году в числе других кассетных боеприпасов